# 다가와촌 (야마가타현)
다가와촌(田川村)은 야마가타현 니시타가와군에 있던 촌이다. 현재의 쓰루오카시 중심부의 남부, 오야마강 상류 지역 국도 제345호선연선에 해당한다.

## 역사
- 1889년 4월 1일 - 정촌제 시행에 의해 9촌의 구역을 가지고 성립하였다.
- 1955년
  - 4월 1일 - 유타가와촌이 쓰루오카시에 편입되었다.
  - 7월 29일 - 쓰루오카시에 편입, 동일 다가와촌은 폐지되었다.

## 참고문헌
- 가도카와 일본 지명 대사전 6 山形県